# Elisabeth Beskow
Ej att förväxla med barnboksförfattaren Elsa Beskow.
Elisabeth Maria Beskow, signaturen Runa, född 19 november 1870 i Stockholm, död 17 oktober 1928 i Stockholm, var en svensk författare. Hon var dotter till Gustaf Emanuel Beskow och kusin till Natanael Beskow.
Beskow skrev mer än femtio romaner och barnberättelser under pseudonymen Runa. Hon var i början av 1900-talet Sveriges näst mest lästa kvinnliga författare (efter Selma Lagerlöf). Romanerna är färgade av en starkt religiös-idealistisk livsuppfattning och ofta med en tydlig sensmoral och uppbygglig struktur. Beskow är begravd på Norra begravningsplatsen utanför Stockholm.